# Ferrovia Etzwilen-Singen
La ferrovia Etzwilen-Singen è una linea ferroviaria turistica a scartamento normale tra Svizzera e Germania.

## Storia
Il 5 aprile 1875 si costituì la Schweizerische Nationalbahn (SNB), nata dalla fusione di due società preesistenti, la "Winterthur-Singen-Kreuzlingen" e la "Winterthur-Zofingen" con il fine di creare una linea tra l'est e l'ovest della Svizzera in concorrenza con le ferrovie già esistenti, in particolare la Schweizerische Nordostbahn (NOB). La neonata società aprì il 17 luglio 1875 la tratta orientale del suo progetto, tra Costanza, Kreuzlingen ed Etzwilen, con le diramazioni Winterthur-Etzwilen ed Etzwilen-Singen. In preda a difficoltà finanziarie a causa dell'errata pianificazione dei tracciati e delle manovre di disturbo dei concorrenti, la SNB entrò in liquidazione nel 1878; le sue linee vennero rilevate dalla NOB il 1º ottobre 1880.
La NOB venne nazionalizzata il 1º gennaio 1902: le sue linee entrarono a far parte delle Ferrovie Federali Svizzere (FFS).
Con il cambio d'orario del giugno 1969 il traffico passeggeri sulla linea venne soppresso (inizialmente per un periodo di prova di due anni; la soppressione divenne definitiva con il cambio d'orario del 3 giugno 1973) e sostituito con un'autolinea Stein am Rhein-Ramsen-Singen. Rimase attivo il traffico merci (per il quale la Hupac costruì nel 1985 un terminal per autostrade viaggianti a Rielasingen), che venne però soppresso il 2 giugno 1996 nella tratta transfrontaliera, venendo deviato da Singen verso Sciaffusa a causa dell'assenza dell'elettrificazione (la linea era l'ultima delle FFS a non esserlo), di problemi di stabilità del ponte sul Reno di Hemishofen e dell'eccessivo costo (1,5 milioni di franchi) per il risanamento di alcuni passaggi a livello.
Nel 2003 il Consiglio federale decise la soppressione ufficiale della tratta, su cui era rimasto uno sporadico traffico merci; nel 2007 la tratta Etzwilen-Ramsen (con l'eccezione del ponte sul Reno) venne ceduta dalle FFS alla fondazione Stiftung Museumsbahn Stein am Rhein – Etzwilen – Hemishofen – Ramsen & Rielasingen – Singen (SEHR & RS) per rimetterla in servizio come ferrovia museo e per la circolazione di draisine a pedali. Il ponte sul Reno di Hemishofen è di proprietà della fondazione Stiftung Eisenbahnbrücke Hemishofen.
Nel 2011 riaprì la tratta Ramsen-Rielasingen, mentre la tratta terminale Rielasingen-Singen, divenuta nel frattempo di proprietà del comune di Singen, venne riattivata il 16 agosto 2020 dopo la posa nel 2019 di un tratto di binario che era stato smantellato.

## Caratteristiche
La linea, a scartamento normale, è lunga 13,29 km e non è elettrificata; la pendenza massima è del 13 per mille, il raggio di curva minimo di 260 metri. È interamente a binario unico.

### Percorso
| Continuation backward |

|  | Unknown route-map component "ABZg+l" | Unknown route-map component "CONTfq" |

| Station on track |

| Unknown route-map component "CONTgq" | Unknown route-map component "ABZgr" |  |

| Small arched bridge |

| Small arched bridge |

| Unknown route-map component "hKRZWae" |

| Small arched bridge |

| Station on track |

| Small arched bridge over water |

| Small arched bridge |

| Station on track |

| Unknown route-map component "GRZq" + Restricted border on track |

| Small arched bridge |

| Small arched bridge over water |

| Small arched bridge |

| Station on track |

| Small arched bridge |

| Unknown route-map component "CONTgq" | Unknown route-map component "ABZg+r" |  |

| Station on track |

|  | Unknown route-map component "ABZgl" | Unknown route-map component "CONTfq" |

|  | Unknown route-map component "eABZgl" | Unknown route-map component "exCONTfq" |

| Continuation forward |

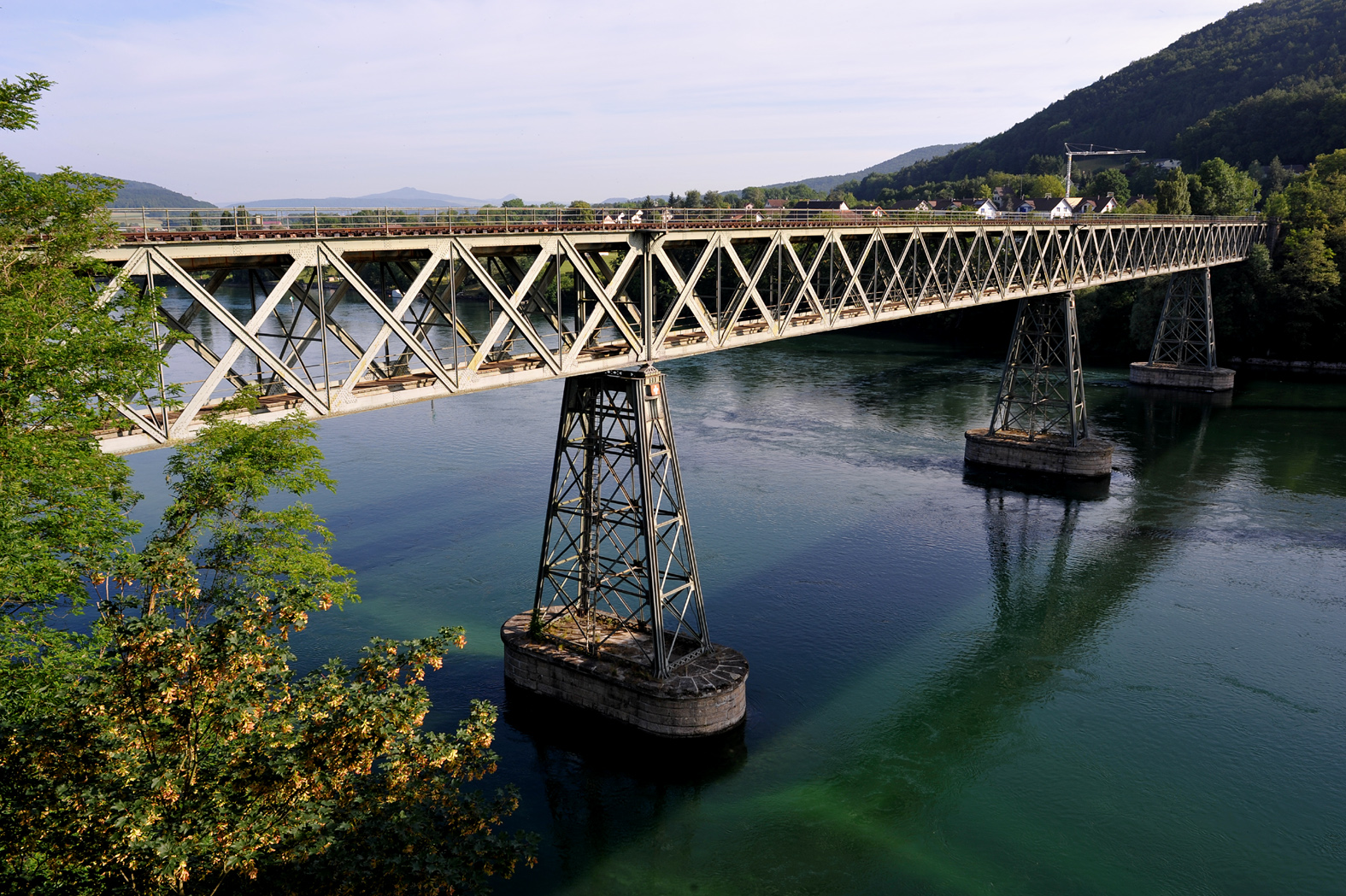
Il ponte sul Reno di Hemishofen

La linea parte dalla stazione di Etzwilen, nodo ferroviario sulle linee Sciaffusa-Rorschach e Winterthur-Etzwilen. Uscita da Etzwilen la linea si dirige verso nord attraversando la strada nazionale 13 e superando il Reno con un viadotto metallico classificato come bene culturale di importanza regionale oltre il quale viene toccata Hemishofen.
Dopo Ramsen viene attraversato il confine tra la Germania e la Svizzera, oltre il quale viene attraversato il fiume Radolfzeller Aach e si giunge a Rielasingen-Worblingen. Dopo aver attraversato la zona industriale di Singen, la corsa termina nella stazione di Singen (Hohentwiel), situata sulla ferrovia della Foresta Nera e sulla ferrovia dell'Alto Reno.